# Tatranská Kotlina

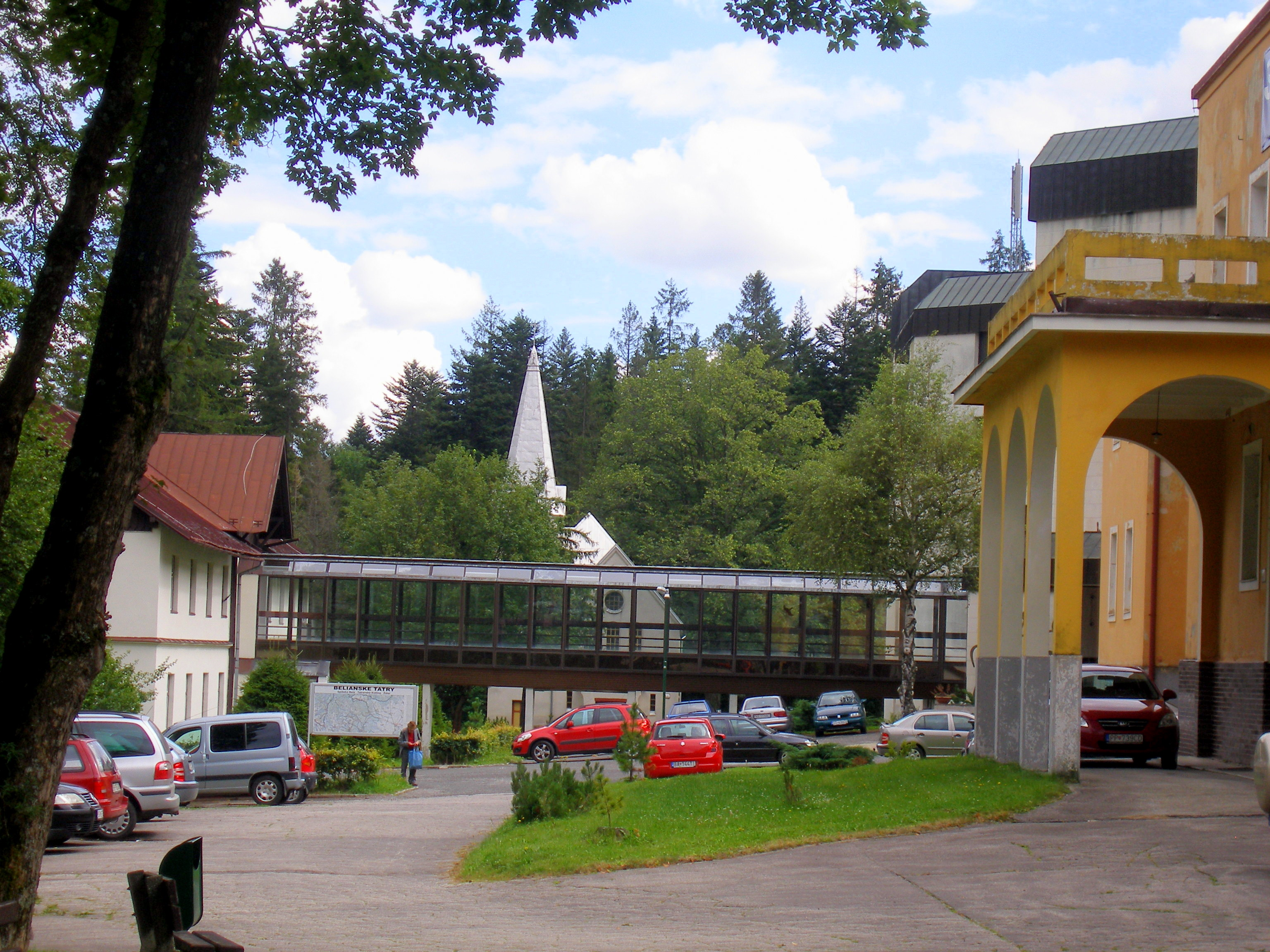
Tatranská Kotlina

Tatranská Kotlina (německy Höhlenhain, maďarsky Barlangliget) je osada na Slovensku a je nejvýchodnějším z katastrálních území města Vysoké Tatry. Má zhruba 200 obyvatel.

## Popis
Tatranská Kotlina se nachází 8,5 km východně od Tatranské Lomnice na jihovýchodním úpatí Belianských Tater v nadmořské výšce 760 m. Leží v údolní kotlině oddělující Tatry od Spišské Magury a na jejím kraji protéká říčka Biela. Nad osadou se vypíná Kobylí vrch (1 109 m), v jehož severním svahu se nalézá Belianská jaskyňa. Nejbližší obcí je Lendak ve vzdálenosti 3 km.
Prochází tudy Cesta svobody. Jsou zde lázně, v nichž se léčí nemoci dýchacího ústrojí. Turistická infrastruktura je tu rozvinuta méně než v jiných částech města Vysoké Tatry s výjimkou Belianské jeskyně, kam často směřují autobusové zájezdy.

## Historie
Před zbudováním lázní tu bývala uprostřed lesů nevelká osada s mlýnem a hájovnou. Tato osada se nazývala Kotlina a stávala v severní části dnešní obce. Dnes se nazývá Stará Kotlina. Moderní sídlo bylo založeno Spišskou Belou na přelomu let 1882 a 1883 v souvislosti se zpřístupněním Belianské jeskyně. Tatranská Kotlina měla lázeňský charakter ještě před první světovou válkou, ale léčba plicních onemocnění byla zahájena až v meziválečném období.

## Turistika
Po  do Belianské jeskyně; doba chůze 35 minut v obou směrech.
Po  k Šumivému prameni a potom
pokračovat po  do Kežmarských Žľabů (tzv. Zbojnickým chodníkem); doba chůze 1.20 hod. tam, 1.35 hod. zpět.
po  na chatu Plesnivec, jedinou chatu v Belianských Tatrách, a odtud do Doliny Bielych plies; doba chůze 3.10 hod. tam, 2.20 hod. zpět.